# 16 Бе
16 Бе (16B), известен още като Омид 16 Бе (на английски: Omid 16B) е електронен музикант, продуцент, композитор и диджей, базиран в Лондон. Смятан е за един от създателите на жанра тех хаус.
Той е от ирански произход и истинското му име е Омид Нуризадех. Правил е ремикси за музиканти като Гъс Гъс, Кюр, Стив Лолър, Франсоа Кеворкян и Джон Кримър и Стефани Кей. Има издадени сингли на лейбълите Алола, Дисклоужър и Секс-Он-Уакс. Първият му албум „Sounds From Another Room“ е издаден чрез Ай Кю, а вторият How To Live 100 Years излиза чрез Худж Чонс.